# Rewera 1908 Iwano-Frankiwsk
Rewera 1908 Iwano-Frankiwsk (ukr. ФК «Ревера 1908») – ukraiński klub piłki nożnej, mający siedzibę w mieście Iwano-Frankiwsk, na zachodzie kraju, występujący od sezonu 2024/25 w rozgrywkach ukraińskiej Druhiej lihi.

## Historia
Chronologia nazw:
- 04.08.2020: Rewera 1908 Iwano-Frankiwsk (ukr. ФК «Ревера 1908» (Івано-Франківськ))
- 2023: Rewera 1908-FAPF Iwano-Frankiwsk (ukr. ФК «Ревера 1908»-ФАПФ (Івано-Франківськ))
- 2024: Rewera 1908 Iwano-Frankiwsk (ukr. ФК «Ревера 1908» (Івано-Франківськ))

Klub piłkarski Rewera 1908 został założony w Iwano-Frankiwsku 4 sierpnia 2020 roku. Współzałożycielami są Ludowy Klub Piłki Nożnej Urahan, Miejski Klub Piłki Nożnej Prykarpattia oraz Fundusz Charytatywny "Piłkarskie Talenty". Aktywnymi partnerami są także Urząd Miasta Iwano-Frankiwsk oraz Narodowy Uniwersytet Techniczny Nafty i Gazu w Iwano-Frankowsku. 
Klub powstał na pamiątkę polskiego klubu Rewera Stanisławów, który istniał w latach 1908-1939, jednego z pierwszych w historii zespołów piłkarskich utworzonych przez Polaków na ziemiach polskich. Jego nazwa pochodziła od przydomku Stanisława Potockiego (ojca założyciela miasta – Andrzeja Potockiego), a z łacińskiego zwrotu „re vera” można ją przetłumaczyć na język polski, jako „w rzeczy samej”.
Początkowo klub funkcjonował jako Akademia Piłkarska Prykarpattia Frankiwsk (FAPF) (ukr. Футбольна академія "Прикарпаття" Франківськ). W sezonie 2023/24 z nazwą Rewera 1908-FAPF startował w rozgrywkach Amatorskiej ligi Ukrainy, zajmując 11.miejsce w grupie 1. Latem 2024 roku klub zgłosił się do rozgrywek Drugiej ligi (D3) i otrzymał status profesjonalny.

## Symbole
Klub ma barwy niebiesko-czarno-czerwone. Piłkarki domowe spotkania zazwyczaj grają w zielonych koszulkach, zielonych spodenkach oraz zielonych getrach.

## Sukcesy
| \| \| Zdobyte trofea w rozgrywkach Ukrainy (stan na: 11-07-2024) \| |                                                            |      |          |
| Rozgrywki                                                           | Osiągnięcie                                                | Razy | Sezon(y) |
| · Mistrzostwo                                                       | I miejsce                                                  | 0    |          |
| · Mistrzostwo                                                       | II miejsce                                                 | 0    |          |
| · Mistrzostwo                                                       | III miejsce                                                | 0    |          |
| Puchar                                                              | zdobywca                                                   | 0    |          |
| Puchar                                                              | finalista                                                  | 0    |          |
| II liga                                                             | I miejsce                                                  | 0    |          |
| II liga                                                             | II miejsce                                                 | 0    |          |
| II liga                                                             | III miejsce                                                | 0    |          |
| Ukraina                                                             | Zdobyte trofea w rozgrywkach Ukrainy (stan na: 11-07-2024) |      |          |

- Druha liha (D3):
  - 7.miejsce (1x): 2024/25 (stan na 19.12.2024)
- Amatorska liga (D4):
  - 11.miejsce (1x): 2023/24 (gr. 1)

## Rozgrywki
| \| Ukraina \| Bilans występów klubu w rozgrywkach piłkarskich Ukrainy (Stan na 31 maja 2024 r.) \| \| |                                                                                   |        |       |   |   |   |    |    |     |            |        |        |      |
| Poziom                                                                                                | Rozgrywki                                                                         | Sezony | Mecze | Z | R | P | B+ | B– | Pkt | Lata       | Awanse | Spadki | Naj. |
| I | Premier-liha                                                                      | 0      |       |   |   |   |    |    |     |            | 0      | 0      |      |
| II | Persza liha                                                                       | 0      |       |   |   |   |    |    |     |            | 0      | 0      |      |
| III                                                                                                   | Druha liha                                                                        | 1      |       |   |   |   |    |    |     | od 2024/25 | 0      | 0      | ?    |
| IV | Amatorska liha                                                                    | 1      |       |   |   |   |    |    |     | 2023/24    | 1      | 0      | 11   |
| | Puchar Ukrainy                                                                    | 1      |       |   |   |   |    |    |     | od 2024    | 0      | 0      |      |
| Ukraina                                                                                               | Bilans występów klubu w rozgrywkach piłkarskich Ukrainy (Stan na 31 maja 2024 r.) |        |       |   |   |   |    |    |     |            |        |        |      |

## Stadion
Drużyna rozgrywa swoje mecze domowe na stadionie IFNTUNG w Iwano-Frankiwsku, który może pomieścić 4.300 widzów.